# Zodarion remotum
Zodarion remotum là một loài nhện trong họ Zodariidae.
Loài này thuộc chi Zodarion. Zodarion remotum được J. Denis miêu tả năm 1935.